# Stenalderen (dokumentarfilm)
Stenalderen er en dansk undervisningsfilm fra 1958 instrueret af Carl Otto Petersen efter eget manuskript.
Filmen er 1. del af serien "Nordens arkæologi".

## Handling
Om stenalderen i Norden. Da indlandsisen, der gennem årtusinder i skiftende perioder havde dækket jordens nordligste egne, svandt bort, blev dyr og mennesker tiltrukket af de nye lande. Menneskene levede hovedsagelig af rensdyrjagt, der skaffede dem føde, klæder og våben. Vejret blev efterhånden lunere, og tundraernes birkekrat afløstes af fyrreskove. Nye dyr kom til: elg, bjørn, vildsvin og andre skovdyr. Menneskene sejlede ud på søer og vandløb i udhulede træstammer for at fiske. De lærte at lave lerkar til at gemme eller koge maden i. Af flint fremstilledes våben, værktøj og agerbrugsredskaber. Med økser huggedes lysninger i skoven, hvor der blev dyrket korn. På skubbekværnen blev det malet til mel, så man kunne bage brød på bålet. Skoven og mosen var fulde af overnaturlige væsener, der måtte stemmes mildt ved at ofre våben eller smykker. De døde blev gravlagt i fællesgrave i stendysser, senere i jættestuer; de fik våben og smykker, tøj og mad med. I slutningen af stenalderen kom der folk sydfra; de bragte nye ting og nye skikke med, andre former for lerkar og slebne våben, og de døde begravedes fra nu af i enkeltgrave.